# میلانا دودیوا
میلانا دودیوا (روسی: Милана Дудиева؛ زادهٔ ۴ اوت ۱۹۸۹) ورزشکار هنرهای رزمی ترکیبی و جودوکار اهل روسیه است. وی از سال ۲۰۰۹ میلادی تاکنون مشغول فعالیت بوده‌است.